# Łomnicka Grań

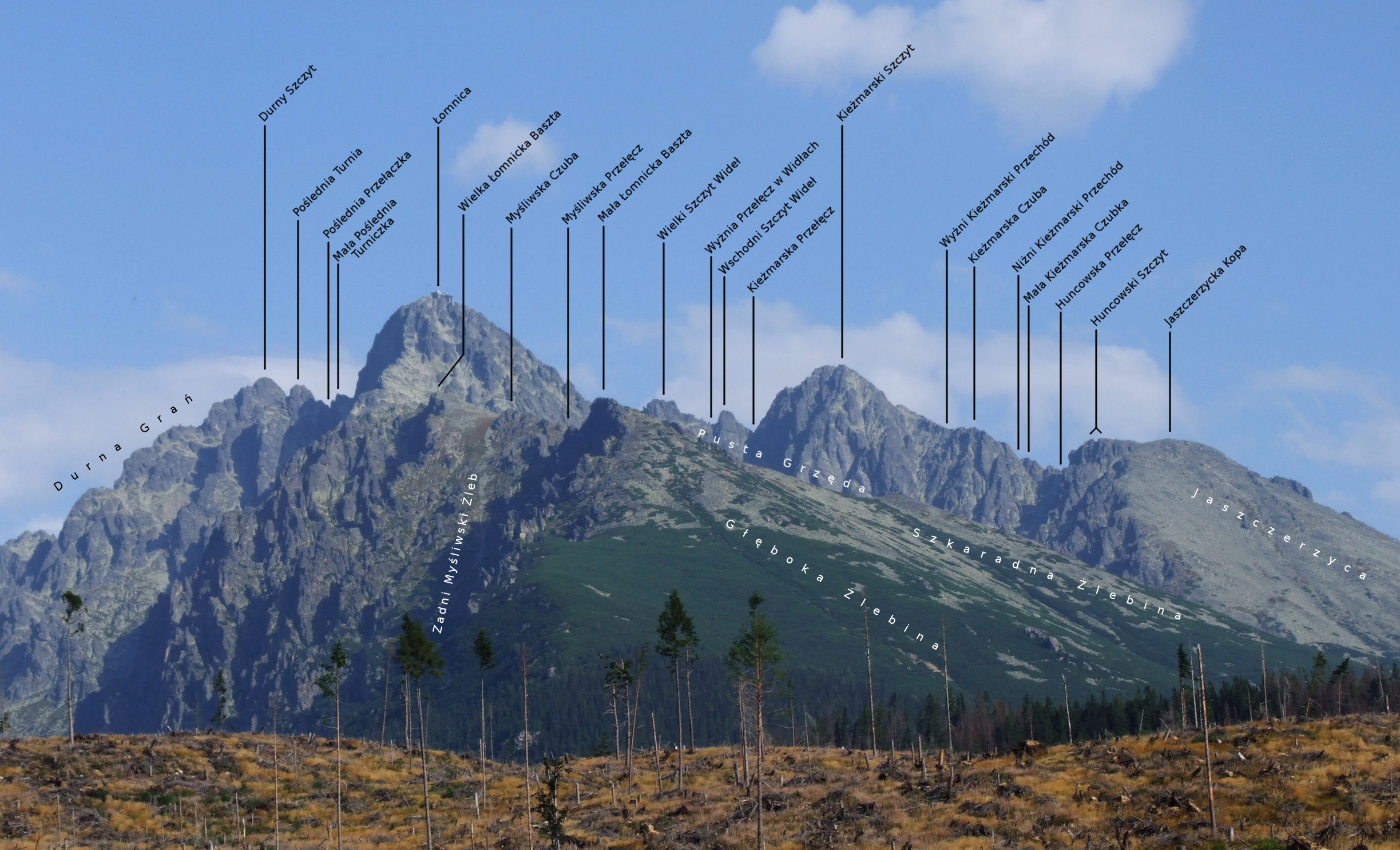
Łomnicka Grań widoczna od południowego zachodu

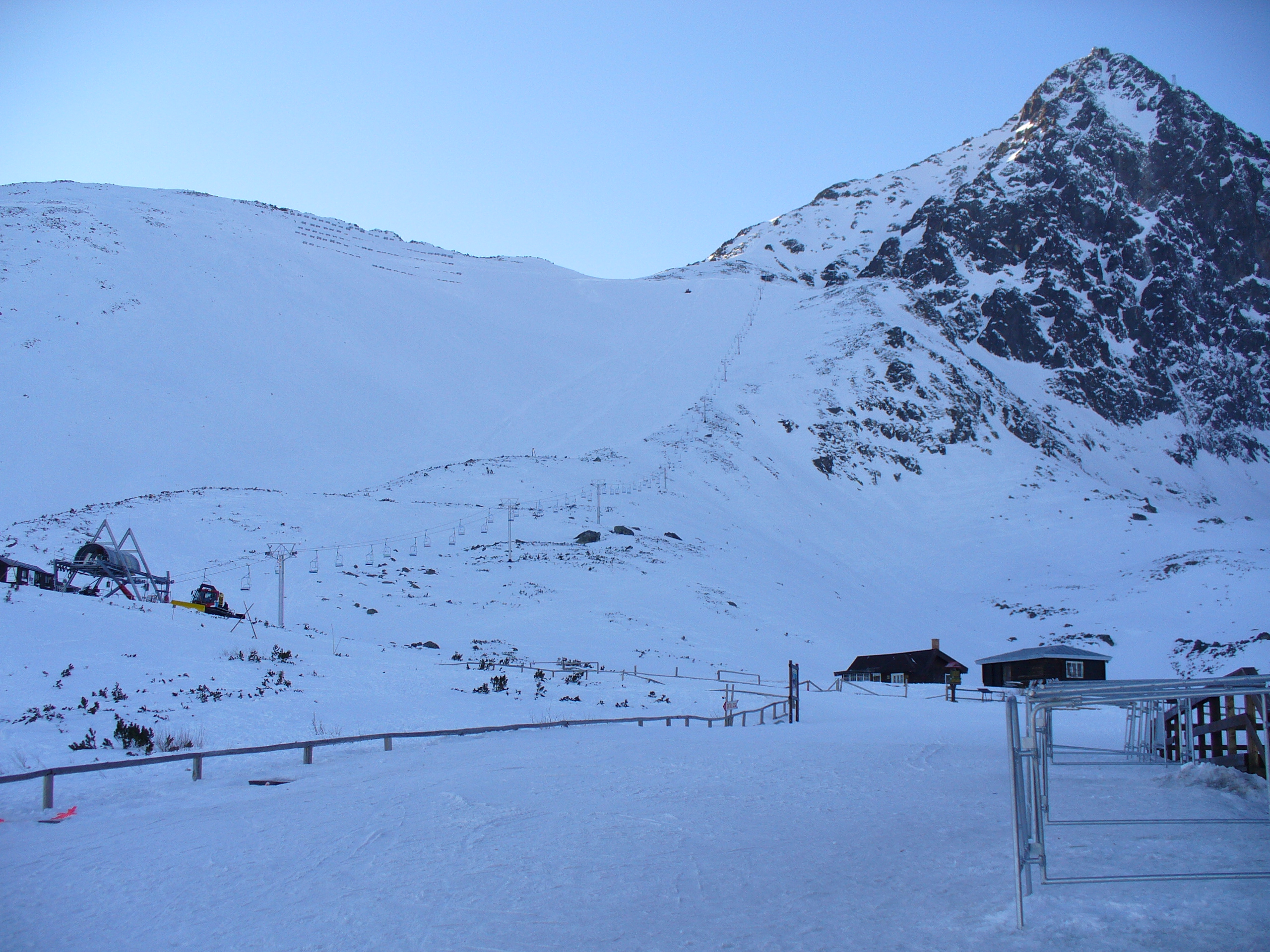
Fragment Łomnickiej Grani i Łomnicka Przełęcz

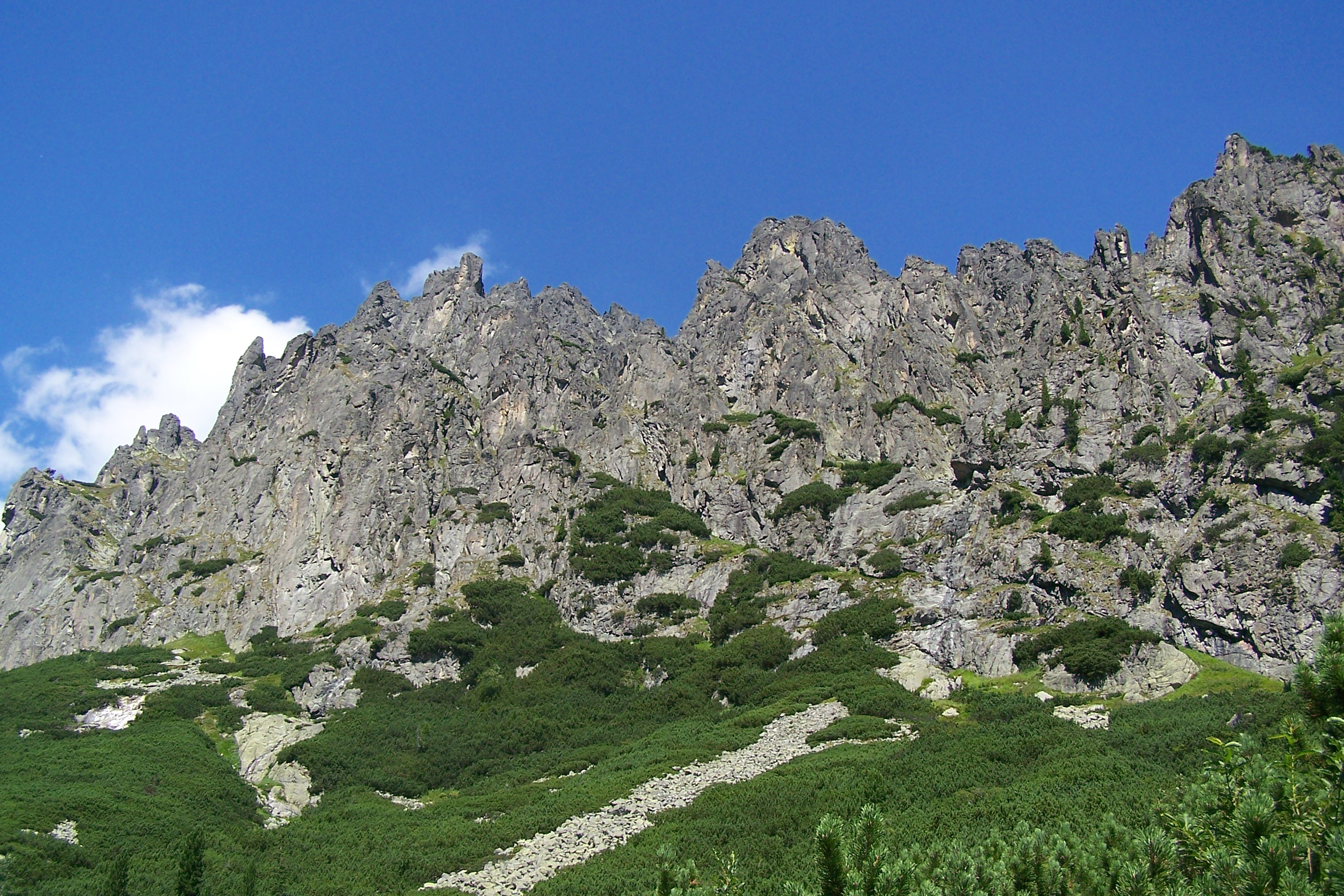
Urwiska Łomnickiej Grani od strony Doliny Małej Zimnej Wody

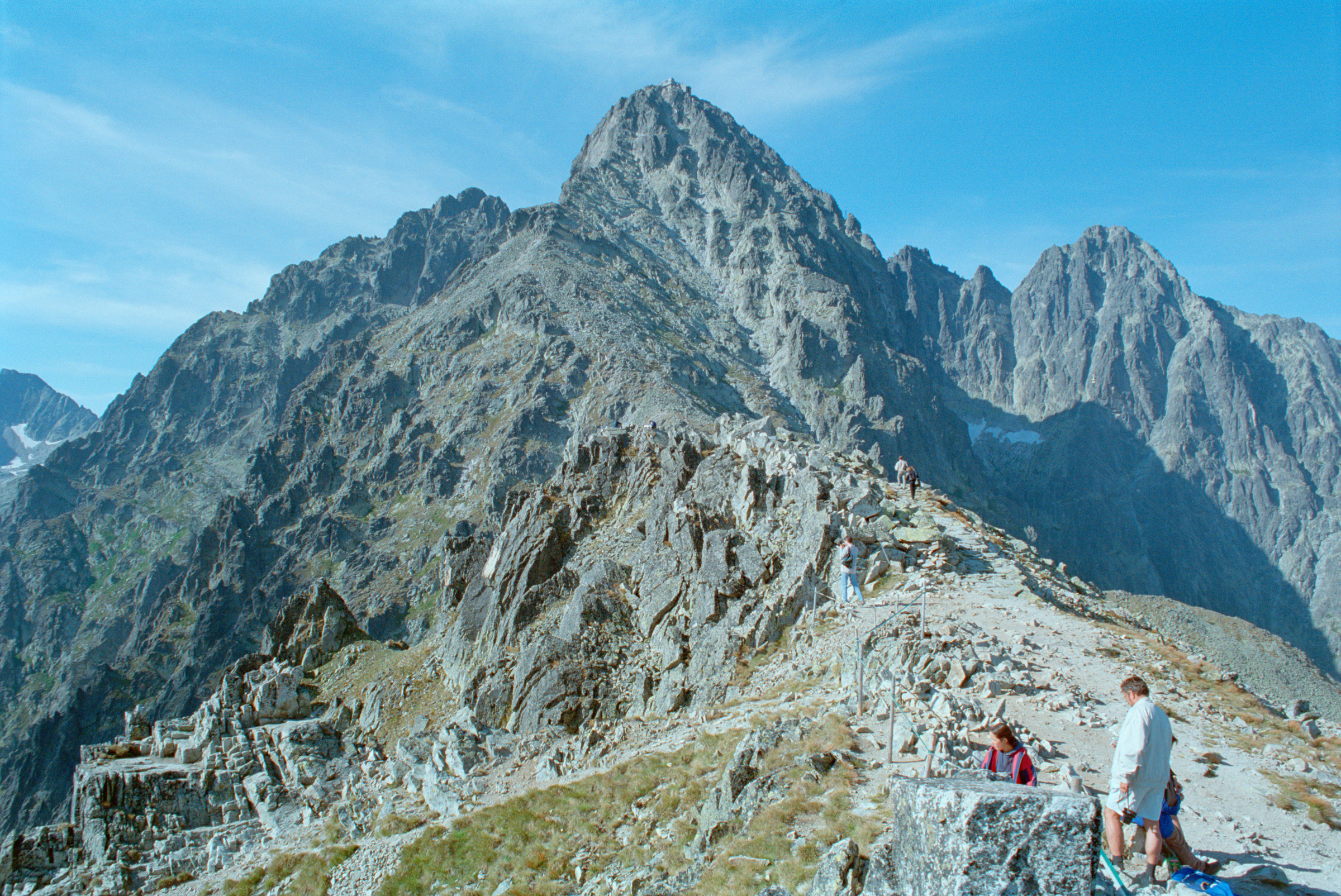
Widok z Łomnickiej Grani na otoczenie Doliny Łomnickiej

Łomnicka Grań, dawniej także Łomnicki Grzebień (słow. Lomnický hrebeň, niem. Lomnitzer Kamm, węg. Lomnici-gerinc) – długa, tatrzańska grań boczna, która stanowi fragment grani odchodzącej na południowy wschód w wierzchołku Łomnicy od południowo-wschodniej grani Wyżniego Baraniego Zwornika. Łomnicka Grań odgranicza Dolinę Małej Zimnej Wody i górne partie Doliny Zimnej Wody od Doliny Łomnickiej. Początek grani stanowi Łomnicka Przełęcz, a jej końcowe fragmenty znajdują się w lesie nieopodal Wodospadów Zimnej Wody. Najwyższym wzniesieniem Łomnickiej Grani jest Wielka Łomnicka Baszta o wysokości 2215 m.

## Topografia
W Łomnickiej Grani znajdują się w kolejności z północy na południe obiekty wymienione poniżej. Słowackie nazwy podane są według czterojęzycznego słownika tatrzańskiego, wysokości – według atlasu satelitarnego Tatr i Podtatrza.
- Wielka Łomnicka Baszta, Łomnicka Strażnica[5] (Veľká Lomnická veža, 2215 m),
- Wyżni Myśliwski Przechód (Vyšný Poľovnický priechod),
- Myśliwska Czuba (Poľovnický hrb),
- Myśliwska Przełęcz (Poľovnické sedlo),
- Mała Łomnicka Baszta (Veľký Lomnický hrb, 2081 m) o dwóch wierzchołkach,
- Niżni Myśliwski Przechód (Nižný Poľovnický priechod),
- Zadnia Łomnicka Czuba (Prostredný Lomnický hrb, 1792 m),
- Skrajna Łomnicka Czuba (Lomnický hrb, 1604 m),
- Łomnicka Kazalnica (Lomnická kazateľnica, 1529 m).

Właściwa część grani kończy się ponad Doliną Zimnej Wody, w okolicach Wodospadów Zimnej Wody i Staroleśnej Polany. Jej niewyraźnym przedłużeniem jest długi i szeroki wał morenowy, stanowiący północne ograniczenie Doliny Zimnej Wody. Ponad jej dolną częścią wznosi się w nim Suchy Wierch Łomnicki (1047 m) oraz Łomnicki Przysłop (1006 m).
Łomnicka Grań opada stromymi urwiskami w kierunku Doliny Małej Zimnej Wody, natomiast na stronę Doliny Łomnickiej skalistym zboczem pokrytym piargiem. U jej podnóża, po stronie Doliny Łomnickiej znajduje się szereg pól poprzecinanych żlebami oraz grzęd. Są to kolejno od północy:
- Łomnickie Pole poniżej Łomnickiej Przełęczy,
- Puste Pole poniżej Wielkiej Łomnickiej Baszty i Myśliwskiej Czuby,
- Pusta Żlebina – żleb opadający w kierunku Łomnickiego Stawu,
- Pusta Grzęda – grzęda odchodząca od Małej Łomnickiej Baszty z kulminacją w Pustej Strażnicy (1968 m),
- Szkaradna Żlebina – żleb opadający na południowy wschód do Łomnickiej Uboczy i terenów porośniętych dawniej Wielkim Lasem Łomnickim,
- Szkaradna Grzęda – grzęda mniej wybitna od Pustej Grzędy, opadająca na południowy wschód,
- Szerokie Pole poniżej Małej Łomnickiej Baszty i Zadniej Łomnickiej Czuby,
- Głęboka Żlebina – żleb biegnący mniej więcej równolegle do Szkaradnej Żlebiny[3][1].

U stóp Łomnickich Czub, po stronie Doliny Małej Zimnej Wody położone jest Schronisko Zamkovskiego.
Na dnie dolnych partii Pustego Pola leży niewielki stawek zwany Łomnickim Okiem. Spod Łomnickiej Grani na południowy wschód wypływają dwa małe potoczki: Szkaradna Woda i Głęboka Woda, które łączą się nieco niżej, tworząc jeden większy potok zwany Głębokim Potokiem.

## Turystyka
Łomnicka Grań jest łatwo dostępna dla turystów, ponieważ prowadzi w jej okolice kolejka krzesełkowa znad Łomnickiego Stawu. Zielono znakowany szlak turystyczny, którego fragment pokonuje się obecnie kolejką, wiedzie na siodło Łomnickiej Przełęczy, a z niej bardzo łatwą ścieżką na wierzchołek Wielkiej Łomnickiej Baszty. Niżej przez niewielkie wypłaszczenie w Łomnickiej Grani zwane Łomnicką Kazalnicą przebiega czerwono znakowana Magistrala Tatrzańska. Inne rejony grani nie są dostępne. Zimą rejony Łomnickiej Grani są szczególnie atrakcyjne dla turystów, ponieważ jej zboczem, przez Łomnickie Pole poprowadzony jest stok narciarski, który rozpoczyna się poniżej siodła Łomnickiej Przełęczy.

## Historia
Łomnicka Grań była odwiedzana od dawna przez spiskich myśliwych. Okolice obfitowały w zwierzynę, więc były dogodnym miejscem do polowań. Pierwszą drogę taternicką na urwiskach Łomnickiej Grani, od strony Doliny Małej Zimnej Wody, pokonano dopiero w 1930 r. Była to droga prowadząca na wierzchołek Wielkiej Łomnickiej Baszty. Dalsza działalność taternicka na tychże urwiskach została wznowiona dopiero po 1964 r.
W latach 30. XX w. zbudowano Magistralę Tatrzańską przecinającą dolną część Łomnickiej Grani, a w latach 1957–1959 postawiono wyciąg krzesełkowy prowadzący na partie podszczytowe Wielkiej Łomnickiej Baszty. Nieco później w 1978 r. pobudowano wyciąg na Łomnicką Przełęcz. Starszy został zdemontowany.
W 1968 r. na stokach Wielkiej Łomnickiej Baszty zbudowano na potrzeby filmu Medená veža niewielki domek. Po zakończeniu zdjęć do filmu został on przekazany pod jurysdykcję TANAP-u.

## Szlaki turystyczne
– zielony szlak od Łomnickiego Stawu na Łomnicką Przełęcz (ten fragment nieczynny od 1990 r., zamiast pieszo pokonuje się go kolejką), dalej od Łomnickiej Przełęczy biegnie wzdłuż Łomnickiej Grani na Wielką Łomnicką Basztę
- Czas przejścia z przełęczy na Wielką Łomnicką Basztę: 15 min, ↓ 15 min

  – znakowana czerwono Magistrala Tatrzańska, prowadząca od Schroniska Zamkovskiego w Dolinie Małej Zimnej Wody nad Łomnicki Staw, a stąd dalej przez Rakuski Przechód do Doliny Zielonej Kieżmarskiej.
- Czas przejścia od schroniska Zamkovskiego nad Łomnicki Staw: 1 h, ↓ 45 min
- Czas przejścia znad stawu do schroniska nad Zielonym Stawem: 2:05 h, z powrotem 2:55 h